# Mehdi Dewalle
Mehdi Dewalle, né le 24 septembre 1980 à Moulbaix (province de Hainaut), est un illustrateur et auteur de bande dessinée belge francophone. Il est également connu sous les pseudonymes Medi, Mehdi et Mehdi Doigts.

## Biographie
Mehdi Dewalle naît le 24 septembre 1980 à Moulbaix,,.

### Mehdi
Après des études de communication, il travaille pendant 5 ans dans le milieu de la création publicitaire. En 2008, il se tourne vers sa première passion : le dessin. Il commence commence dans l’illustration, d’abord comme publicitaire, pour des clients tels que Belgacom, Delhaize, Ebay, La Loterie nationale, Le Soir ou Volkswagen. Il travaille aussi régulièrement pour les Éditions Averbode dont les revues : Dauphin, Tremplin. Présent dans le milieu du cartoon de presse avec Les Hahactualités. Il remplace occasionnellement Kroll et Oli. Il est aussi dessinateur et caricaturiste de l’émission Le Grand Cactus diffusée sur la RTBF et contribue aux Caricactus. Il illustre Les Cactus de Jérôme de Warzée et publie une compilation de ses meilleures caricatures, dans un recueil intitulé : C’est pas facile de vendre des livres quand t’es pas connu… en 2021. Il enchaîne l'année suivante avec M. Vraiment Malpoli. Il signe ses cartoons Medi.

### Mehdi Doigts
Comme illustrateur jeunesse, il utilise le pseudonyme Mehdi Doigts et il collabore notamment avec Milan Presse pour les magazines J'apprends à lire, Manon, Mordelire et Toboggan. Il est l'illustrateur de la série Bandit, chien de génie écrite par Pascal Brissy et publiée dans la collection « Castor Romans » aux éditions Flammarion Jeunesse. Il illustre également les textes de l'écrivaine Lilas Nord pour la collection « La Classe dont tu es le héros » aux éditions Hatier Jeunesse,.

### En bande dessinée
Il réalise, sous son nom, l'adaptation en bande dessinée de la série courte animée La Minute belge sur un scénario de Fabrice Armand et Dimitri Ryelandt publiée aux éditions Dupuis en 2018. Le second tome sort en 2020. Le chroniqueur Jacques Schraûwen de la RTBF relève : « Au dessin, Mehdi Dewalle construit des planches habitées par un personnage au graphisme simple qui devient très vite iconique. Le focus, certes, est porté aux mots, mais le dessin, oui, ajoute aux sourires du lecteur ! ».

### Vie privée
Il habite avec sa compagne à Marchovelette en 2021,,.

## Œuvre

### Illustrations sous le pseudonyme Mehdi
- Les Cactus de Jérôme de Warzée, Jérôme de Warzée, Waterloo, Luc Pire, 2017 175 p.  (ISBN 978-2-87542-150-0)
- Les Cactus de Jérôme de Warzée 2, Jérôme de Warzée, Waterloo, Luc Pire, 2018 175 p.  (ISBN 978-2-87542-150-0)
- Les Cactus de Jérôme de Warzée III, Jérôme de Warzée, Waterloo, Luc Pire, 2019 175 p.  (ISBN 978-2-87542-193-7)
- Les Cactus de Jérôme de Warzée 4, Jérôme de Warzée, Waterloo, Luc Pire, 2020 175 p.  (ISBN 978-2-87542-217-0)
- Les Cactus de Jérôme de Warzée 5, Jérôme de Warzée, Waterloo, Luc Pire, 2023 175 p.  (ISBN 978-2-87542-283-5)

- C'est pas facile (de vendre des livres quand t'es pas connu...)[2],[13],[14], Mehdi, Loverval, Kennes Éditions, 2021  (ISBN 978-2-380-75119-2)
- M. vraiment malpoli[9], Mehdi, Loverval, Kennes Éditions, 2022  (ISBN 978-2-380-75802-3)
- Le Petit Con, Mehdi, Loverval, Kennes Éditions, 2023  (ISBN 978-2-380-75938-9)

### Illustrations sous le nom Mehdi Dewalle
- (en) American Fun Facts, textes : J. E. Bright, Paris, Auzou, 2015  (ISBN 978-2-380-75938-9)
- Parcours HP : Mieux comprendre pour mieux accompagner le haut potentiel, textes : Carine Doutreloux, Bouge, Erasme, coll. « à la rescousse », 2017  (ISBN 9782874386671)
- Les Aménagements raisonnables : Optimiser la réussite scolaire des élèves à besoins spécifiques du maternel au secondaire, textes : Véronique Keunen, Bouge, Erasme, coll. « à la rescousse », 2020  (ISBN 978-2-8081-1306-9)

### Publications de littérature jeunesse
- Vacances forcées, textes : Catherine Kalengula, Averbode, coll. « Tirelire », 2012   (ISBN 9782874382543) (OCLC 1000075599), — réédition en 2023.
- Crash au cœur de la jungle, textes : Yves-Marie Clément, Averbode, coll. « Récits-Express », 2018.
- La Grosse Colère de Petit Lapin, textes : Virginie Piatti, Namur, Erasme, coll. « Rémi raconte », 2021  (ISBN 978-2-8081-3273-2)
- Le Casting, textes : Olivier Dupin, Averbode, coll. « Rémi raconte », 2022,  (ISBN 978-2-8081-3594-8)
- Gros coup de vent !, textes : Élisabeth Coudol, Averbode, coll. « Tulalu », 2021  (ISBN 978-2-8081-3612-9).
- Et plouf dans l'eau !, textes : Élisabeth Coudol, Averbode, coll. « Tulalu », 2023.

#### Bandit, chien de génie
- 1. Le Monstre du fleuve, textes : Pascal Brissy, Mehdi Doigts (ill.), Flammarion Jeunesse, coll. « Castor Romans », 2021  (ISBN 978-2-08-151282-5)
- 2. Le Collier de Mona Lisa, textes : Pascal Brissy, Mehdi Doigts (ill.), Flammarion Jeunesse, coll. « Castor Romans », 2021  (ISBN 978-2-08-022907-6)
- 3. Le Tableau mystère, textes : Pascal Brissy, Mehdi Doigts (ill.), Flammarion Jeunesse, coll. « Castor Romans », 2021  (ISBN 978-2-08-023597-8)
- 4. Le Toutou de Vitruve, textes : Pascal Brissy, Mehdi Doigts (ill.), Flammarion Jeunesse, coll. « Castor Romans », 2022  (ISBN 978-2-08-026365-0)
- 5. Vacances en France !, textes : Pascal Brissy, Mehdi Doigts (ill.), Flammarion Jeunesse, coll. « Castor Romans », 2022  (ISBN 978-2-08-027569-1)
- 6. La Guerre des pinceaux, textes : Pascal Brissy, Mehdi Doigts (ill.), Flammarion Jeunesse, coll. « Castor Romans », 2022  (ISBN 978-2-08-027570-7)

#### Indira et Jones
- 1. Le Temple oublié, textes : Laureen Bouyssou, Mehdi Doigts (ill.), Fleurus, coll. « Mène l'enquête avec », 2022  (ISBN 978-2-2151-6609-2)

#### Pschiiit et Biceps
- 1. Aquarium Break, textes : Jean Tartine, Mehdi Doigts (ill.), Yo ! Editions, 2022  (ISBN 9782957842780)
- 2. Gang de crevettes, textes : Jean Tartine, Mehdi Doigts (ill.), Yo ! Editions, 2023  (ISBN 9782494443044)

#### La Classe dont tu es le héros
- Mission Océan !, textes : Lilas Nord, Mehdi Doigts (ill.), Hatier Jeunesse, coll. « HS Premières lectures », 2022  (ISBN 978-2-401-08369-1)
- Mission château fort !, textes : Lilas Nord, Mehdi Doigts (ill.), Hatier Jeunesse, coll. « HS Premières lectures », 2022  (ISBN 978-2-401-08370-7)
- Mission Muséum !, textes : Lilas Nord, Mehdi Doigts (ill.), Hatier Jeunesse, coll. « HS Premières lectures », 2023  (ISBN 978-2-401-09335-5)
- Mission volcan ! , textes : Lilas Nord, Mehdi Doigts (ill.), Hatier Jeunesse, coll. « HS Premières lectures », 2024  (ISBN 978-2-401-10404-4)
- Mission espace !, textes : Lilas Nord, Mehdi Doigts (ill.), Hatier Jeunesse, coll. « HS Premières lectures », 2024  (ISBN 978-2-401-09334-8)
- Mission cinéma !, textes : Lilas Nord, Mehdi Doigts (ill.), Hatier Jeunesse, coll. « HS Premières lectures », 2024  (ISBN 978-2-401-10405-1)
- Mission dinos !, textes : Lilas Nord, Mehdi Doigts (ill.), Hatier Jeunesse, coll. « HS Premières lectures », 2024  (ISBN 978-2-401-10924-7)
- Mission Égypte ancienne !, textes : Lilas Nord, Mehdi Doigts (ill.), Hatier Jeunesse, coll. « HS Premières lectures », 2024  (ISBN 978-2-401-10925-4)

### Illustration de livres-jeux
- Blanche Neige, textes : Hervé Eparvier, Mehdi Doigts (ill.), Montrouge, Tourbillon, coll. « Viens jouer avec... », 2022  (ISBN 979-10-276-0940-6)
- On a volé la Toison d'or !, textes : Maxime Gillio, Mehdi Doigts (ill.), Auzou, coll. « Mon Roman Énigme », 2024  (ISBN 9791039544092)

### En magazines pour enfants sous le pseudonyme Mehdi Doigts
- Grande peur et petite souris[15], Fabienne Frémeaux (auteur), J'apprends à lire, no 234 (octobre 2019)
- Barry, Éléphant de compagnie, Elyssa Bejaoui (autrice), J'apprends à lire, no 245 (octobre 2020)
- En classe verte spatiale, Elyssa Bejaoui (autrice), J'apprends à lire, no 252 (mai 2021)
- La Petite Histoire : si le père Noël voyageait en fusée, Jean-Jacques Vacher, J'apprends à lire, no 258 (décembre 2021)
- La Grande Histoire : le lutin de Bois-Petit, Laureen Bouyssou (autrice), J'apprends à lire, no 261 (mars 2022)
- Mortelles roulettes, Séverine de la Croix, Mordelire, no 381 (octobre 2019)
- La Potion agrandissante, Pascale Wrzecz (autrice), Toboggan, no 473 (avril 2020).

### Albums de bande dessinée

#### La Minute belge
- 1. La Minute belge[16],[17], Dupuis, Marcinelle, 2 novembre 2018
Scénario : Fabrice Armand, Dimitri Ryelandt - Dessin et couleurs : Mehdi Dewalle -  (ISBN 979-10-34734-46-7)
- 2. La Minute belge 2[12],[18], Dupuis, Marcinelle, 6 novembre 2020
Scénario : Fabrice Armand, Dimitri Ryelandt - Dessin et couleurs : Mehdi Dewalle -  (ISBN 979-10-34753-32-1)
- HS. Le Petit Dictionnaire illustré, Dupuis, Marcinelle, 8 novembre 2019
Scénario : Fabrice Armand, Dimitri Ryelandt - Dessin et couleurs : Mehdi Dewalle -  (ISBN 979-10-34745-84-5),Format à l'italienne.

#### Interviews
- Fabrice Armand et Mehdi Dewalle (interviewés par Alexis Seny), « Du Huitième au Neuvième art, « La Minute Belge, c’est l’enfant des Monsieur Manatane et autres Snuls, on ne se prend tellement pas au sérieux que cela donne une grande liberté de ton » », Branchés Culture,‎ 6 février 2019 (lire en ligne, consulté le 20 novembre 2024).
- Mehdi (interviewé), « Portrait de Mehdi, dessinateur », Fernelmont,‎ 2020 (lire en ligne, consulté le 20 novembre 2024).

### Podcasts
- Interview de Fabrice Armand, Dimitri Ryelandt et Mehdi Dewalle Fabrice Armand, Dimitri Ryelandt et Mehdi Dewalle : le dessin, sur Auvio, 11 mars 2019, (1 min 8 s).

### Vidéographie
- [vidéo] Dédicace de Mehdi Dewalle (Le grand Cactus, La minute belge) dans son premier recueil de dessins de presse sur Dailymotion